# Bremerhaven (Schiff, 1999)
Die Bremerhaven ist ein Schiff der Weserfähre Bremerhaven–Nordenham.

## Das Schiff
Das Schiff wurde 1999 bei der SET Schiffbau- u. Entwicklungsgesellschaft Tangermünde an der Elbe gebaut und ist seither als Personen- und Autofähre auf der Weser zwischen Blexen und Bremerhaven im Einsatz. Bei dem Fährschiff handelt es sich um eine Doppelendfähre mit je einem Voith-Schneider-Antrieb an beiden Enden. Die Bremerhaven kann Gefahrgüter der Gefahrgutklassen 2, 3, 4.1, 4.3, 5.1, 5.2, 6.1, 6.2, 8 und 9 befördern.
Die Fähre verfügt über vier Decks: Sonnendeck, Oberdeck, Hauptdeck und Unterdeck unter den Stellplätzen für Fahrzeuge.

## Einsatz als Löschschiff
Seit 2007 ist die Fähre mit einer auf einem Hubmast installierten Feuerlöschkanone ausgestattet. Seitdem kann die Fähre in der seeseitigen Schiffsbrandbekämpfung zwischen Bremerhaven und Brake eingesetzt werden. Die Freiwillige Feuerwehr Stadt Nordenham stellt das notwendige feuerwehrtechnische Einsatzpersonal.

## Einsatzgebiet
Die Fähre ist für die Zone 2 der Binnenschiffsuntersuchungsordnung zugelassen. Das bedeutet, dass die Fähre vom Hafen in Brake bis zur Verbindungslinie der Kirchtürme der Langwarden (Koord.) und Cappel (Koord.) fahren darf.

## Zwischenfälle
Am 25. November 2014 kollidierte die Bremerhaven auf dem Weg von Bremerhaven nach Blexen im dichten Nebel mit einem auf der südöstlich des Weserfahrwassers liegenden Blexen-Reede ankernden Küstenmotorschiff. Bei dem Unfall wurden drei Personen verletzt. Beide Schiffe wurden beschädigt. Als Unglücksursache wird ein Fahrfehler des Schiffsführers der Bremerhaven angegeben, der das Radarbild falsch interpretiert haben soll.